# Rifugio dei Loff
Il rifugio dei Loff è un bivacco situato sul versante meridionale delle prealpi Bellunesi, a ovest del passo San Boldo.
Si localizza nel comune di Cison di Valmarino (loff, in dialetto locale "lupi", è il soprannome dei suoi abitanti), addossato alle pareti del Crodon del Gevero (1254 m s.l.m.). Fu ultimato nel novembre 1970 su iniziativa di Amelio Sasso, Richetto Salton, Tullio Ferrari e Nino Gallonetto.

## Accessibilità
L'accesso più rapido è dal passo San Boldo tramite il sentiero CAI 991. Conduce al bivacco in circa 1.30-2 ore, con un dislivello di 431 m.
In alternativa si possono seguire i vari sentieri, decisamente più impegnativi, che partono dal piazzale in località Peroz, a 499 m, posta circa 3 km a nord del centro di Cison (tra questi il cosiddetto sentiero dell'Asta, con segnavia 987). Altri percorsi provengono dal passo di Praderadego e dal versante bellunese.